# 林道倫
林 道倫（はやし みちとも、1885年（明治18年）12月21日 - 1973年（昭和48年）3月28日）は、日本の精神医学者、教育者。新制岡山大学の初代学長を務めた。名前は「どうりん」と音読みされることもある。

## 経歴

### 生い立ち
宮城県仙台市出身。仙台第一中学校、第二高等学校を経て、1910年12月東京帝国大学医学部卒業。帝大在学中は日本の精神病研究の先駆者である呉秀三の薫陶を受け、歌人の斎藤茂吉は同級生であった。1921年からドイツに3年間留学する。

### 医学部教授時代
帰国から間も無い1924年7月、岡山医科大学（現岡山大学医学部）精神科教授に就き、生涯にわたり岡山を活動拠点とする。しかし、就任早々林を待ち受けていたのが、日本脳炎の流行であった。同年夏は全国各地で日本脳炎が記録的猛威を振るっており、病理解剖や解剖検査、組織検査を通じてその解明に勤しむ事となる。1933年には日本脳炎で死亡した患者の脳髄の抽出液をサルの脳に移植、サルに脳炎を発症させる手術に世界で初めて成功。これにより林の名は広く知られることとなり、脳炎ウイルス研究の道を開く。この間、1931年に2度目のドイツ留学を果たし、46歳にして国際結婚。2人の娘をもうけた。
広島県立医学専門学校（1945年2月設立。広島医科大学を経て現在の広島大学医学部の前身）校長を経て、1948年文部省（現文部科学省）の研究班長に就任、戦後の精神医学界の領袖となる。岡山医科大学では同大付属病院（現岡山大学病院）院長を務め、1949年学制改革で誕生した新制岡山大学の初代学長に就任。1952年3月岡山大学を定年退職し、同年7月学長職を辞した。同年8月岡山市内に財団法人林精神医学研究所並びに林道倫精神科神経科病院を立ち上げ、初代院長に就く。
以後20年にわたり、現役の精神科医として活躍していたが、1973年3月28日死去。享年88。

## エピソード
- 日本脳炎研究の他、林の名を高らしめた物に統合失調症の生化学的研究がある。患者から採取した動・静脈血のガス分析を行い脳代謝を調べた結果、急性期に炭酸ガスの産出が極めて低下する事実をつかみ、学会で報告を行った[2]。

- 岡山大学正門通りに現存するイチョウ並木は、林が退官記念の植樹で残したものである[2]。

- ドイツ留学の経験があるため、晩年は病臥に付すとゲーテの詩集を原語で読んだという[2]。

- 晩年は日本共産党への支持を表明。1971年4月に行われた第7回統一地方選挙では、同党から岡山県議会議員に立候補した則武真一の後援会長を務めた[4]。なお、則武はこの選挙で無事当選。その後は衆議院に鞍替えし、1979年の総選挙で旧岡山1区から同党公認で出馬し当選を果たす（1期）。

- ロボトミー手術については「脳の傷害を重ねる」として、戦後の一時期、盛んに行われた時代にあっても反対を貫いた。林の反対もあってか、岡山県内では手術例が一例も報告されていない[5]。